# クレモナ県

クレモナ県
Provincia di Cremona

クレモナ県（クレモナけん、イタリア語: Provincia di Cremona）は、イタリア共和国ロンバルディア州に属する県の一つ。県都はクレモナ。

## 地理

### 位置・広がり
ロンバルディア州南部の県である。県都クレモナは、ピアチェンツァの東北東約28km、パルマの北西約44km、ブレシアの南南東約48km、州都ミラノの東南東約75kmに位置する。
南はエミリア＝ロマーニャ州に接する。

#### 隣接する県
隣接する県は以下の通り。
- ベルガモ県 - 北
- ブレシア県 - 北
- マントヴァ県 - 東
- パルマ県 - 南
- ピアチェンツァ県 - 南西
- ローディ県 - 西
- ミラノ県 - 北西

### 主要な都市・集落
2001年の国勢調査に基づく居住地区（Località abitata）別人口統計によれば、人口6000人以上の都市・集落は以下の通り。
- クレモナ - 61,214
- クレーマ - 31,496
- カザルマッジョーレ - 8,917
- ソレジーナ - 8,305
- カステッレオーネ - 7,765
- パンディーノ - 6,314
- リヴォルタ・ダッダ - 6,268

- クレモナ
- クレーマ
- カザルマッジョーレ

## 行政区画
クレモナ県には113のコムーネが属する。主要なコムーネ（人口5000人以上）は下表の通り。左端の数字はISTATコードを示す。人口は2021年1月1日現在。
| コード | 自治体名           | 人口   |
| ------ | ------------------ | ------ |
| 019036 | クレモナ           | 71,523 |
| 019035 | クレーマ           | 34,242 |
| 019021 | カザルマッジョーレ | 15,127 |
| 019025 | カステッレオーネ   | 9,278  |
| 019067 | パンディーノ       | 8,852  |
| 019098 | ソレジーナ         | 8,559  |
| 019084 | リヴォルタ・ダッダ | 7,919  |
| 019102 | スピーノ・ダッダ   | 6,832  |
| 019076 | ピッツィゲットーネ | 6,302  |
| 019062 | オッファネンゴ     | 5,874  |
| 019026 | カステルヴェルデ   | 5,509  |

21世紀に入って以降、以下のコムーネ統廃合 (it:Fusione di comuni italiani) が行われている。
2019年発足
- ピアーデナ・ドリッツォーナ（ドリッツォーナ、ピアーデナが合併）
- トッレ・デ・ピチェナルディが、カ・ダンドレーアを編入